# Sandy Powell
Sandy Powell (Londres, Inglaterra, 7 de abril de 1960) es una diseñadora de vestuario británica.
Dejó el Saint Martin's School of Art de Londres antes de completar sus estudios, debido a las ofertas de trabajo, de, entre otros, Derek Jarman.
Por sus diseños de vestuario ha sido nominada en doce ocasiones a los premios Óscar resultado ganadora por las películas Shakespeare in Love (1998), El aviador (2004) y The Young Victoria (2009). Ha sido nominada en trece ocasiones a los premios BAFTA, el cual ha ganado por las películas Velvet Goldmine (1998), The Young Victoria (2009) y The Favourite (2018).

## Filmografía
| Año  | Película                  | Notas                                                                                       |
| ---- | ------------------------- | ------------------------------------------------------------------------------------------- |
| 1986 | Caravaggio                |                                                                                             |
| 1991 | Eduardo II                |                                                                                             |
| 1992 | Orlando                   | Nominada — Óscar al mejor diseño de vestuario Nominada — BAFTA al mejor diseño de vestuario |
| 1992 | The Crying Game           |                                                                                             |
| 1994 | Entrevista con el vampiro | Nominada — BAFTA al mejor diseño de vestuario                                               |
| 1995 | Rob Roy                   |                                                                                             |
| 1997 | Las alas de la paloma     | Nominada — Óscar al mejor diseño de vestuario Nominada — BAFTA al mejor diseño de vestuario |
| 1998 | Shakespeare in Love       | Óscar al mejor diseño de vestuario Nominada — BAFTA al mejor diseño de vestuario            |
| 1998 | Velvet Goldmine           | BAFTA al mejor diseño de vestuario Nominada — Óscar al mejor diseño de vestuario            |
| 1999 | The End of the Affair     | Nominada — BAFTA al mejor diseño de vestuario                                               |
| 2002 | Far from Heaven           |                                                                                             |
| 2002 | Gangs of New York         | Nominada — Óscar al mejor diseño de vestuario Nominada — BAFTA al mejor diseño de vestuario |
| 2003 | Sylvia                    |                                                                                             |
| 2004 | El aviador                | Óscar al mejor diseño de vestuario Nominada — BAFTA al mejor diseño de vestuario            |
| 2005 | Mrs. Henderson presenta   | Nominada — Óscar al mejor diseño de vestuario Nominada — BAFTA al mejor diseño de vestuario |
| 2006 | The Departed              |                                                                                             |
| 2008 | The Other Boleyn Girl     |                                                                                             |
| 2009 | The Young Victoria        | Óscar al mejor diseño de vestuario BAFTA al mejor diseño de vestuario                       |
| 2010 | Shutter Island            |                                                                                             |
| 2010 | La tempestad              | Nominada — Óscar al mejor diseño de vestuario                                               |
| 2011 | Hugo                      | Nominada — Óscar al mejor diseño de vestuario Nominada — BAFTA al mejor diseño de vestuario |
| 2013 | El lobo de Wall Street    |                                                                                             |
| 2015 | Carol                     | Nominada — Óscar al mejor diseño de vestuario Nominada — BAFTA al mejor diseño de vestuario |
| 2015 | Cenicienta                | Nominada — Óscar al mejor diseño de vestuario Nominada — BAFTA al mejor diseño de vestuario |

## Premios y nominaciones
Premios Óscar
| Año  | Categoría                 | Película                   | Resultado |
| ---- | ------------------------- | -------------------------- | --------- |
| 1994 | Mejor diseño de vestuario | Orlando                    | Nominada  |
| 1998 | Mejor diseño de vestuario | Las alas de la paloma      | Nominada  |
| 1999 | Mejor diseño de vestuario | Shakespeare in Love        | Ganadora  |
| 1999 | Mejor diseño de vestuario | Velvet Goldmine            | Nominada  |
| 2003 | Mejor diseño de vestuario | Gangs of New York          | Nominada  |
| 2005 | Mejor diseño de vestuario | El aviador                 | Ganadora  |
| 2006 | Mejor diseño de vestuario | Mrs. Henderson presenta    | Nominada  |
| 2010 | Mejor diseño de vestuario | The Young Victoria         | Ganadora  |
| 2011 | Mejor diseño de vestuario | La tempestad               | Nominada  |
| 2012 | Mejor diseño de vestuario | Hugo                       | Nominada  |
| 2016 | Mejor diseño de vestuario | Carol                      | Nominada  |
| 2016 | Mejor diseño de vestuario | La Cenicienta              | Nominada  |
| 2019 | Mejor diseño de vestuario | La Favorita                | Nominada  |
| 2019 | Mejor diseño de vestuario | El regreso de Mary Poppins | Nominada  |

### Premios BAFTA
| Año  | Película                   | Resultado |
| ---- | -------------------------- | --------- |
| 2019 | La Favorita                | Ganadora  |
| 2019 | El regreso de Mary Poppins | Nominada  |
| 2016 | Carol                      | Nominada  |
| 2016 | La Cenicienta              | Nominada  |
| 2012 | Hugo                       | Nominada  |
| 2010 | The Young Victoria         | Ganadora  |
| 2006 | Mrs. Henderson presenta    | Nominada  |
| 2005 | El aviador                 | Nominada  |
| 2003 | Gangs of New York          | Nominada  |
| 2000 | The End of the Affair      | Nominada  |
| 1999 | Velvet Goldmine            | Ganadora  |
| 1999 | Shakespeare in Love        | Nominada  |
| 1998 | Las alas de la paloma      | Nominada  |
| 1995 | Entrevista con el vampiro  | Nominada  |
| 1994 | Orlando                    | Nominada  |